# Цвети Пеняшки
Цвети Пеняшки е български актьор и режисьор. Занимава се с куклен театър и озвучаване на филми и сериали.

## Биография
Пеняшки е роден през 1993 г. в град Враца в семейството на актьорите Емил и Капка Пеняшки.
През 2016 г. завършва НАТФИЗ „Кръстьо Сарафов“ със специалност „Режисура за куклен театър“ в класа на доцент Петър Пашов и професор Жени Пашова. Неговите състуденти са Диляна Спасова, Ива Стоянова и Никол Султанова.

### Кариера в театъра
Играе в пиесите „Живота Бяс“ и „Усмивки от старите ленти“.
През 2017 г. Цвети Пеняшки прави режисьорския си дебют с постановката „Петя и вълкът“ в държавния куклен театър в Стара Загора.
През 2020 г. играе Пилат Понтийски в рок операта „Исус Христос суперзвезда“, спектакъл на държавната опера в Пловдив. Същата година режисира „Меко казано“ от Валери Петров в Старозагорския куклен театър.
През 2022 г. режисира и пише текста на някои от песните в „Мелофобия“ в театър „Сълза и смях“, където играят Милица Гладнишка, Иван Велчев, Милена Маркова и Никеца.

### Кариера на озвучаващ актьор
Започва да се занимава с озвучаване на филми и сериали през 2014 г. Участва в дублажните студия „Александра Аудио“, „Про Филмс“, „Андарта Студио“ и „Саунд Сити Студио“.

#### Войсоувър дублаж
Сериали
- „Отломки“, 2021

Филми
- „Нещо ново“ (дублаж на Андарта Студио), 2021
- „Ной“ (дублаж на Андарта Студио), 2021

#### Нахсинхронен дублаж
Анимационни сериали
- „Кралската академия“, 2017
- „Междузвездни войни: Бунтовниците“ – Езра Бриджър, 2014
- „Смърфовете“, 2021
- „Хамстер и Гретел“ – Кевин, 2023

Игрални сериали
- „Групата на Алекс“ – Алекс Леони, 2016
- „Загадките на Блу“ – Джош
- „Имението „Евърмур““ – Джейк Кросли, 2017
- „Кейси под прикритие“ – Брейди, 2017

Анимационни филми
- „DC Лигата на супер-любимците“ – Чип, 2022[8]
- „Замръзналото кралство 2“ – Райдър, 2019
- „Изумителният Морис и неговите образовани гризачи“, 2022
- „Луис и извънземните“, 2018
- „Мюн: Пазителят на луната“, 2015
- „Надалеч полети“ – Омар, 2018
- „Снежната кралица“ – Кай, 2015
- „Снежната кралица 2“ – Кай, 2015
- „Снежната кралица 3: Огън и лед“ – Кай, 2017
- „Снежната кралица 4: Огледалното кралство“ – Кай, 2019
- „Снежната кралица и принцесата“ – Кай, 2023[9]
- „Тайният свят на Финик“, 2023
- „Червената обувчица и седемте джуджета“ – Принц Кио, 2019
- „Училище за магии“, 2022
- „Шантаво семейство 2“, 2022

Игрални филми
- „Групата на Алекс: Как да пораснем, макар че сме родители“ – Алекс Леони, 2017
- „Кучешки живот“[10] – Тоби, 2017